# 加東市立三草小学校
加東市立三草小学校（かとうしりつ みくさしょうがっこう）は、兵庫県加東市上三草にあった公立小学校。

## 概要
1872年（明治5年）に三草陣屋内三草藩主丹羽候の旧居殿を校舎として開校する（現やしろ国際学習塾の東隣）。 その後、1978年（昭和53年）に旧三草中学校校舎へ移転する。2006年（平成18年）3月の加東郡社町、滝野町、東条町の合併により加東市が発足、加東市立三草小学校に改称する。兵庫県道144号西脇口吉川神戸線やヤシロカントリークラブに隣接した田畑の残る田園地帯にある。令和6年度の児童数は63名。
社地域小中一貫校の開校（社学園小中学校）に伴い、2025年（令和7年）3月31日に閉校。

### 地理
加東市中心部から西に約4キロメートルにある。南面で兵庫県道144号西脇口吉川神戸線に接し、西は板波橋東詰で国道175号、加古川に接続し、南は上三草で国道372号に接続する。昔ながらの集落が点在する田畑の残る田園地帯である。

### 三草藩と陣屋
越後国高柳藩主丹羽薫氏は延享3年（1746年）、河内国の所領から播磨国内に移され上三草に陣屋を構える。「お小屋（こや）」と称する武家屋敷をはじめ、徒士（かち）長屋、足軽（あしがる）長屋などを周辺に配置し、三草藩が成立する。明治4年（1871年）、廃藩置県により三草県となり、その後、姫路県・飾磨県を経て兵庫県に編入される。この陣屋内に前身となる翠渓校を1872年に開校する。

### ふれあい茶摘み
小学校の南面には茶畑があり、そこで栽培したお茶は「三草茶」と呼ばれている。毎年5月には地域住民との交流を兼ねて「ふれあい茶摘み」として実施されている。また、三草茶うどん、三草茶まんじゅうなど加東市の特産品として商品化されている。

## 沿革
- 1872年（明治5年）12月 - 三草町字陣屋内三草藩主丹羽候の旧居殿を校舎として開校、学区は上三草、下三草、三草町
- 1876年（明治9年）1月 - 翠渓校、嘶風校（吉馬）、枕流校（木梨）、が合併し、三草小学校に改称
- 1885年（明治18年） - 鴨川、平木、永富が分校となる
- 1887年（明治20年） - 三草尋常小学校、三草簡易小学校に改称、鴨川、平木分校を分離、永富分校は廃止
- 1891年（明治24年） - 三草簡易小学校を休校
- 1893年（明治26年）4月 - 上福田村一円を通学区域とし、上福田村立三草小学校に改称
- 1903年（明治36年）7月 - 校舎増築、新校舎に移転
- 1907年（明治40年）5月 - 三草尋常高等小学校に改称
- 1930年（昭和5年）1月17日 - 新校舎完成
- 1935年（昭和10年） - 校歌制定（作詞：山本正夫、作曲：中川安一）
- 1940年（昭和15年） - 校章、校旗制定
- 1941年（昭和16年）4月 - 三草国民学校に改称
- 1944年（昭和19年） - 学童の疎開
- 1947年（昭和22年）4月 - 学校教育法の制定に伴い、上福田村立三草小学校に改称
- 1955年（昭和30年）3月 - 町村合併（福田村、米田村、上福田村、鴨川村）により社町が発足、社町立三草小学校に改称
- 1963年（昭和38年） - 校歌制定（作詞：河島正男、作曲：井深文太郎）
- 1969年（昭和44年）8月 - プール完成
- 1972年（昭和47年）12月20日 - 学校創立100周年記念式典
- 1974年（昭和49年）3月 - 校歌制定
- 1978年（昭和53年）8月 - 旧三草中学校校舎へ移転（現在地）
- 1983年（昭和58年）8月 - プール完成
- 1985年（昭和60年）3月 - 校舎改築完成
- 2006年（平成18年）3月 -  加東郡社町、滝野町、東条町の合併により加東市が発足、加東市立三草小学校に改称[6]
- 2025年（令和7年）
  - 3月31日 - 小中一貫校の開校（社学園小中学校）に伴い閉校
  - 4月1日 - 加東市立社小学校、加東市立福田小学校、加東市立米田小学校、加東市立鴨川小学校、加東市立社中学校と統合し加東市立社学園小中学校となる。

## 学校行事
| - 4月 1学期始業式、入学式 - 5月 ふれあい茶摘み - 6月 | - 7月 自然学校、1学期終業式 - 8月 - 9月 2学期始業式、運動会 | - 10月 - 11月 修学旅行 - 12月 2学期終業式 | - 1月 3学期始業式 - 2月 - 3月 6年生を送る会、卒業式、修了式 |

## 通学区域
- 加東市[8]
  - 上三草、下三草、木梨、藤田、山口、馬瀬、牧野、吉馬、やしろ台

## 進学先中学校
公立学校は、加東市立社中学校

## 校区内の主な施設
- 加東市やしろ国際学習塾
- 加東市立社中学校
- 兵庫県立社高等学校
- 加東警察署 三草駐在所
- 三草藩武家屋敷旧尾崎家
- 国道372号
- 兵庫県道144号西脇口吉川神戸線
- 中国自動車道社PA
- 昭和池